# Jerarrate (Cotaique)
Jerarrate (em armênio: Ջրառատ; romaniz.: Jraṙat)[a] é uma aldeia do município de Salcazor, da província de Cotaique, na Armênia. De acordo com o censo de 2011, havia 521 habitantes.

## História
Jerarrate está localizada na confluência do rio Razdã e seu tributário Marmarique, numa área baixa e montanhosa. Seu clima é temperado. Recebeu seu nome atual em 1949. Suas casas são de pedra e têm um a dois andares, jardins e hortas. Segundo E. Lalayan, em meados do século XIX havia três igrejas e duas capelas dilapidadas. Sobrevive uma igreja dedicada a São Precursor (Surb Karapet) e outra, em ruínas, chamada Guiurzi. No final da década de 1960, foi incluída no perímetro de Razdã, administrativamente subordinada ao conselho da aldeia de Alavenazor.
Em 1831, 1897, 1926, 1939 e 1959, respectivamente, tinha 790, 2 400, 2 903, 3 488 e 3 157 habitantes, cujos ancestrais vieram de Arsape, no território de Baiazete, na Turquia, e dos distritos de Coi e Macu, no Irã. A população subsiste de pecuária e agricultura (cultivo de vegetais), e alguns indivíduos trabalham em Razdã. Em termos de infraestrutura, conta com uma escola secundária, uma creche, uma casa de cultura, uma rede telefônica automática e um cinema permanente.